# Peter Whitney
Peter Whitney, nato Peter King Engle (Long Branch, 24 maggio 1916 – Santa Barbara, 30 marzo 1972), è stato un attore statunitense.
Ha recitato in oltre 40 film dal 1941 al 1970 ed è apparso in oltre 90 produzioni televisive dal 1953 al 1972. È stato accreditato anche con il nome Pete Whitney.

## Biografia
Peter Whitney nacque a Long Branch, in New Jersey, il 24 maggio 1916. Cominciò la sua carriera di attore alla Pasadena Community Playhouse. Nei primi anni 40 ottenne un contratto con la Warner Bros., specializzandosi nell'interpretazione di cattivi e scagnozzi al seguito dell'antagonista principale, in particolare nel genere western. Debuttò nel 1941 nel film Underground nel ruolo di Alex Schumann e in televisione nell'episodio Gun Job della serie televisiva The Ford Television Theatre, andato in onda il 17 dicembre 1953, nel ruolo del marshal Billy Lang.
Collezionò poi una lunga serie di apparizioni in molti episodi di serie televisive dagli anni 50 agli anni 70. Interpretò, tra gli altri, il ruolo del sergente Buck Sinclair in 39 episodi della serie televisiva The Rough Riders dal 1958 al 1959 e di Lafayette 'Lafe' Crick in 4 episodi della serie The Beverly Hillbillies nel 1964. Nella serie televisiva western The Rifleman interpretò ben otto personaggi, tra cui quelli di Nebeneezer Jackman (in due episodi), Tracey Blanch, John Jupiter, Andrew Bechtel e Vince Fergus. Per il cinema interpretò il doppio ruolo degli assassini gemelli Mert e Bert Fleagle nella commedia del 1945 Murder, He Says e il ruolo di partner di Peter Lorre nel film thriller L'idolo cinese nel 1946.
La sua ultima apparizione sul piccolo schermo avvenne nel segmento Deliveries in the Rear facente parte di un episodio a tre storie della serie televisiva antologica Mistero in galleria, andato in onda il 9 febbraio 1972, che lo vede nel ruolo di un ladro di tombe, mentre per il grande schermo l'ultima interpretazione risale al film La ballata di Cable Hogue del 1970 in cui interpreta Cushing. Morì per un attacco di cuore a Santa Barbara, in California, il 30 marzo 1972 e fu seppellito al Pierce Brothers Valley Oaks Memorial Park di Westlake Village.

## Filmografia

### Cinema
- Underground, regia di Vincent Sherman (1941)
- Nine Lives Are Not Enough, regia di A. Edward Sutherland (1941)
- Blues in the Night, regia di Anatole Litvak (1941)
- La valle degli uomini rossi (Valley of the Sun), regia di George Marshall (1942)
- Rio Rita, regia di Sylvan Simon (1942)
- Spy Ship, regia di B. Reeves Eason (1942)
- Busses Roar, regia di D. Ross Lederman (1942)
- La grande fiamma (Reunion in France), regia di Jules Dassin (1942)
- Il ritorno del lupo (Whistling in Dixie), regia di Sylvan Simon (1942)
- Convoglio verso l'ignoto (Action in the North Atlantic), regia di Lloyd Bacon (1943)
- Destinazione Tokio (Destination Tokyo), regia di Delmer Daves (1943)
- La signora Skeffington (Mr. Skeffington), regia di Vincent Sherman (1944)
- Bring on the Girls, regia di Sidney Lanfield (1945)
- Berlino Hotel (Hotel Berlin), regia di Peter Godfrey (1945)
- Murder, He Says, regia di George Marshall (1945)
- L'idolo cinese (Three Strangers), regia di Jean Negulesco (1946)
- The Notorious Lone Wolf, regia di D. Ross Lederman (1946)
- Blonde Alibi, regia di Will Jason (1946)
- I conquistatori (Canyon Passage), regia di Jacques Tourneur (1946)
- The Brute Man, regia di Jean Yarbrough (1946)
- Violence, regia di Jack Bernhard (1947)
- Il prigioniero di Fort Ross (Northwest Outpost), regia di Allan Dwan (1947)
- Violenza (The Gangster), regia di Gordon Wiles (1947)
- Il sipario di ferro (The Iron Curtain), regia di William A. Wellman (1948)
- Marijuana (Big Jim McLain), regia di Edward Ludwig (1952)
- Bill West fratello degli indiani (The Great Sioux Uprising), regia di Lloyd Bacon (1953)
- Il grande caldo (The Big Heat), regia di Fritz Lang (1953)
- I fratelli senza paura (All the Brothers Were Valiant), regia di Richard Thorpe (1953)
- Gorilla in fuga (Gorilla at Large), regia di Harmon Jones (1954)
- Gli sterminatori della prateria (The Black Dakotas), regia di Ray Nazarro (1954)
- Day of Triumph, regia di John T. Coyle, Irving Pichel (1954)
- Gli amanti dei 5 mari (The Sea Chase), regia di John Farrow (1955)
- L'ultima frontiera (The Last Frontier), regia di Anthony Mann (1955)
- L'alba del gran giorno (Great Day in the Morning), regia di Jacques Tourneur (1956)
- La torre crudele (The Cruel Tower), regia di Lew Landers (1956)
- La pistola non basta (Man from Del Rio), regia di Harry Horner (1956)
- Domino Kid, regia di Ray Nazarro (1957)
- Il cavaliere solitario (Buchanan Rides Alone), regia di Budd Boetticher (1958)
- Avventura nella fantasia (The Wonderful World of the Brothers Grimm), regia di Henry Levin e George Pal (1962)
- La spada di Alì Babà (The Sword of Ali Baba), regia di Virgil W. Vogel (1965)
- La tigre in corpo (Chubasco), regia di Allen H. Miner (1967)
- La calda notte dell'ispettore Tibbs (In the Heat of the Night), regia di Norman Jewison (1967)
- Quel fantastico assalto alla banca (The Great Bank Robbery), regia di Hy Averback (1969)
- La ballata di Cable Hogue (The Ballad of Cable Hogue), regia di Sam Peckinpah (1970)

### Televisione
- The Living Christ Series (1951)
- City Detective – serie TV, un episodio (1954)
- Adventures of Falcon – serie TV, un episodio (1954)
- Adventures of Superman – serie TV, un episodio (1954)
- Four Star Playhouse – serie TV, un episodio (1954)
- The Ford Television Theatre – serie TV, 2 episodi (1953-1954)
- The Public Defender – serie TV, un episodio (1954)
- Il cavaliere solitario (The Lone Ranger) – serie TV, un episodio (1955)
- Frida (My Friend Flicka) – serie TV, episodio 1x03 (1955)
- Navy Log – serie TV, episodio 1x14 (1955)
- Screen Directors Playhouse – serie TV, episodio 1x31 (1956)
- Sheriff of Cochise – serie TV, un episodio (1957)
- Matinee Theatre – serie TV, un episodio (1957)
- The Adventures of Jim Bowie – serie TV, un episodio (1957)
- The Walter Winchell File – serie TV, un episodio (1957)
- Climax! – serie TV, 2 episodi (1957)
- Official Detective – serie TV, un episodio (1957)
- Tombstone Territory – serie TV, un episodio (1957)
- Rendezvous – serie TV, un episodio (1958)
- Colt .45 – serie TV, un episodio (1958)
- The Court of Last Resort – serie TV, episodio 1x22 (1958)
- The Californians – serie TV, 2 episodi (1957-1958)
- Behind Closed Doors – serie TV, un episodio (1958)
- Northwest Passage – serie TV, un episodio (1959)
- The Rough Riders – serie TV, 39 episodi (1958-1959)
- Westinghouse Desilu Playhouse – serie TV, episodio 2x02 (1959)
- Captain David Grief – serie TV, 2 episodi (1957-1959)
- The Texan – serie TV, episodio 2x04 (1959)
- Shotgun Slade – serie TV, un episodio (1959)
- Hotel de Paree – serie TV, un episodio (1959)
- Avventure lungo il fiume (Riverboat) – serie TV, un episodio (1959)
- Johnny Ringo – serie TV, un episodio (1959)
- Furia (Fury) – serie TV, un episodio (1959)
- Bourbon Street Beat – serie TV, un episodio (1959)
- Lo sceriffo indiano (Law of the Plainsman) – serie TV, 3 episodi (1959-1960)
- Mr. Lucky – serie TV, 2 episodi (1960)
- Overland Trail – serie TV, un episodio (1960)
- Peter Gunn – serie TV, episodio 2x32 (1960)
- Gli uomini della prateria (Rawhide) – serie TV, 2 episodi (1960)
- The Alaskans – serie TV, episodi 1x20-1x35 (1960)
- Tate – serie TV, un episodio (1960)
- The Islanders – serie TV, un episodio (1960)
- Have Gun - Will Travel – serie TV, 2 episodi (1958-1960)
- Maverick – serie TV, 2 episodi (1958-1960)
- O'Conner's Ocean – film TV (1960)
- The Aquanauts – serie TV, episodio 1x13 (1961)
- The Rebel – serie TV, un episodio (1961)
- Avventure in paradiso (Adventures in Paradise) – serie TV, 2 episodi (1960-1961)
- I racconti del West (Zane Grey Theater) – serie TV, 4 episodi (1957-1961)
- Tales of Wells Fargo – serie TV, 2 episodi (1960-1961)
- I detectives (The Detectives) – serie TV, episodio 3x01 (1961)
- Whispering Smith – serie TV, episodio 1x25 (1961)
- Lawman – serie TV, 2 episodi (1960-1961)
- Straightaway – serie TV, un episodio (1961)
- The New Breed – serie TV, episodio 1x07 (1961)
- Cheyenne – serie TV, 4 episodi (1958-1961)
- The Dick Powell Show – serie TV, episodio 2x10 (1962)
- Laramie – serie TV, un episodio (1962)
- Gli intoccabili (The Untouchables) – serie TV, 2 episodi (1960-1963)
- The Wide Country – serie TV, episodio 1x23 (1963)
- The Rifleman – serie TV, 9 episodi (1959-1963)
- L'impareggiabile Glynis (Glynis) – serie TV, episodio 1x03 (1963)
- L'ora di Hitchcock (The Alfred Hitchcock Hour) – serie TV, un episodio (1963)
- The Travels of Jaimie McPheeters – serie TV, episodio 1x06 (1963)
- La legge del Far West (Temple Houston) – serie TV, episodio 1x08 (1963)
- Combat! – serie TV, un episodio (1963)
- The Beverly Hillbillies – serie TV, 4 episodi (1964)
- Il dottor Kildare (Dr. Kildare) – serie TV, 2 episodi (1961-1964)
- Gli inafferrabili (The Rogues) – serie TV, episodio 1x06 (1964)
- Daniel Boone – serie TV, un episodio (1964)
- Carovane verso il West (Wagon Train) – serie TV, 7 episodi (1958-1965)
- Profiles in Courage – serie TV, un episodio (1965)
- Perry Mason – serie TV, 3 episodi (1961-1965)
- La leggenda di Jesse James (The Legend of Jesse James) – serie TV, un episodio (1965)
- Gunsmoke – serie TV, 6 episodi (1955-1965)
- The Iron Men – film TV (1966)
- Death Valley Days – serie TV, 5 episodi (1961-1966)
- Hey, Landlord – serie TV, un episodio (1966)
- La fattoria dei giorni felici (Green Acres) – serie TV, un episodio (1966)
- I Monkees (The Monkees) – serie TV, un episodio (1967)
- Il grande teatro del West (The Guns of Will Sonnett) – serie TV, un episodio (1967)
- Iron Horse – serie TV, episodio 2x12 (1967)
- La grande vallata (The Big Valley) – serie TV, un episodio (1967)
- Al banco della difesa (Judd for the Defense) – serie TV, un episodio (1967)
- The Mothers-In-Law – serie TV, un episodio (1967)
- Tarzan – serie TV, 2 episodi (1968)
- The Outsider – serie TV, un episodio (1968)
- Il virginiano (The Virginian) – serie TV, 4 episodi (1964-1969)
- Petticoat Junction – serie TV, un episodio (1969)
- Arrivano le spose (Here Come the Brides) – serie TV, un episodio (1969)
- Mannix – serie TV, un episodio (1970)
- San Francisco International Airport – serie TV, un episodio (1970)
- Hawaii Squadra Cinque Zero (Hawaii Five-O) – serie TV, un episodio (1970)
- Bonanza – serie TV, 3 episodi (1960-1971)
- Mistero in galleria (Night Gallery) – serie TV, un episodio (1972)